# NGC 7320C
NGC 7320C ist eine linsenförmige Galaxie im Sternbild Pegasus, die etwa 277 Millionen Lichtjahre von der Milchstraße entfernt ist. NGC 7320C ist ein Mitglied der Galaxiengruppe Stephans Quintett. Halton Arp gliederte seinen Katalog ungewöhnlicher Galaxien nach rein morphologischen Kriterien in Gruppen. Diese Galaxiengruppe gehört zu der Klasse Gruppen von Galaxien.